# 20371 Екладеус
20371 Екладеус (20371 Ekladyous) — астероїд головного поясу, відкритий 22 травня 1998 року.
Тіссеранів параметр щодо Юпітера — 3,332.